# Republika Środkowoamerykańska
Republika Środkowoamerykańska – krótkotrwały twór polityczny w Ameryce Środkowej, istniejący w latach 1896–1898. Była próbą wskrzeszenia Zjednoczonych Prowincji Ameryki Środkowej.
Republikę Środkowoamerykańską utworzono na mocy Traktatu w Amapala z 20 czerwca 1895. W jej skład weszły Salwador, Nikaragua i Honduras. Kostaryka i Gwatemala rozważały możliwość przystąpienia, ale ostatecznie tego nie zrobiły.
15 września 1898 przyjęto konstytucję, która przekształcała republikę w Stany Zjednoczone Ameryki Środkowej. Po przejęciu władzy w Salwadorze przez generała Tomása Regalado 13 listopada 1898, państwo rozpadło się 29 listopada tego samego roku.